# Тризна, Григорий Иосифович
Григорий Иосифович Тризна (ок. 1500 — 1571) — государственный деятель Великого княжества Литовского. Сын Иосифа Тризны. Маршалок господарский в 1560—1566 годах, комендант подляшский в 1566—1569 годах, каштелян смоленский с 1569 года. Владел имениями Полонка, Ятвеск, Андреевичи (Волковысский повет), Дорсунишки (Ковенский повет). В 1567 году предоставил армии 22-х всадников. Оставил сыновей Петра, воеводу перновского, и Григория, маршала слонимского.